# George Papadopoulos
George Demetrios Papadopoulos (Chicago, 19 agosto 1987) è un opinionista e politologo statunitense con cittadinanza greca.

## Biografia
È stato membro del comitato consultivo per la politica estera nella campagna elettorale di Donald Trump nelle elezioni presidenziali del 2016. 
È sposato con l'avvocatessa Simona Mangiante.
Il 5 ottobre 2017 Papadopoulos si è dichiarato colpevole di aver reso dichiarazioni false agli agenti dell'FBI in merito ai suoi contatti nel 2016 in relazione alle relazioni USA-Russia e alla campagna presidenziale di Donald Trump, diventando così il primo bersaglio della maxi-inchiesta portata avanti dal procuratore speciale Robert Mueller. La sua è la prima condanna in quello che tutti hanno chiamato Russiagate. Ha scontato una pena in una prigione federale.
Nell’intervista realizzata da Marco Orioles e pubblicata da Start Magazine nell’aprile 2019, Papadopoulos illustra una storia ben diversa da quella affermatasi per due anni: non di Russiagate bisognerebbe parlare anzitutto, secondo lui, ma di “Spygate”. E a spiare, in questo caso, sarebbero stati il Dipartimento della Giustizia Usa di Obama e l’Fbi, che tesero un tranello all’allora consigliere di politica estera del candidato Trump, ossia lo stesso Papadopulos: attraverso un oscuro professore maltese della Link University di Roma, Joseph Mifsud, gli offrono il famoso “dirt” su Hillary Clinton, sotto la forma di migliaia di email hackerate. È, questo, l’atto clou di quella che Papadopoulos chiama letteralmente una “cospirazione”, architettata dai nemici di Trump - che lui identifica collettivamente come Deep State - allo scopo di incastrarlo con quello che poi, impropriamente, si chiamerà Russiagate. Un piano che non sarebbe stato possibile, sottolinea Papadopoulos, senza la collaborazione dei servizi segreti italiani, britannici e australiani.